# نيل كويل
نيل كويل (بالإنجليزية: Neil Coyle)‏ هو سياسي بريطاني، ولد في 30 ديسمبر 1978 في المملكة المتحدة. حزبياً، نشط في حزب العمال. وقد في الانتخابات العامة في المملكة المتحدة 2015، انتخب عضو برلمان المملكة المتحدة الـ56 عن دائرة Bermondsey and Old Southwark (UK Parliament constituency) ‏ وقد انضم خلال فترته النيابية ‏ (8 مايو 2015 – 3 مايو 2017) للكتلة البرلمانية حزب العمال وفي الانتخابات التشريعية البريطانية 2017، انتخب عضو برلمان المملكة المتحدة الـ57 عن دائرة Bermondsey and Old Southwark (UK Parliament constituency) ‏ وقد انضم خلال فترته النيابية ‏ (8 يونيو 2017 – ) للكتلة البرلمانية حزب العمال.